# Nel paese delle fate
Nel paese delle fate (Babes in the Woods) è un film del 1932 diretto da Burt Gillett. È un cortometraggio d'animazione della serie Sinfonie allegre, distribuito negli Stati Uniti dalla United Artists il 19 novembre 1932. Il film adatta con alcune libertà la fiaba dei fratelli Grimm "Hänsel e Gretel", e segna l'ultimo utilizzo del sistema Cinephone di Pat Powers. È stato distribuito anche coi titoli La leggenda del bosco e I pericoli del bosco e pubblicato su Disney+ col titolo Bambini nel bosco.

## Trama
Hänsel e Gretel si perdono nel bosco e arrivano in una radura popolata da amichevoli gnomi. Poco dopo arriva sul posto una strega, a bordo della sua scopa. Ella riesce ad attirare i bambini e portarli via con sé, nella sua casetta di marzapane. Dopo aver lasciato loro assaggiare i dolci, la strega trasforma Hänsel in un ragno. Tenta di trasformare Gretel in un ratto, ma una freccia lanciata da uno gnomo le impedisce di farlo. Mentre gli gnomi combattono la strega, Hänsel riesce fortuitamente a tornare umano, grazie a un antidoto. Quest'ultimo e Gretel fanno quindi ritornare normali tutti gli altri bambini che la strega aveva trasformato in animali e tenuti prigionieri in gabbie, per poi liberarli. Mentre i bambini fuggono, la strega li insegue a bordo della sua scopa, ma viene fatta precipitare dentro al proprio calderone, contenente una pozione magica che trasforma gli esseri viventi in pietra. Diventa allora una grande roccia, conosciuta poi col nome di "Roccia della Strega".

## Produzione
La prima data conosciuta per la produzione di Nel paese delle fate è il 6 agosto 1932, quando agli animatori furono assegnate le scene da realizzare. Gli artisti fissi dello studio – Norman Ferguson, Jack King, Les Clark, Dick Lundy, Frenchy de Tremaudan e Hardie Gramatky – animarono gran parte della prima metà del film. L'animazione di Tom Palmer si vede nella seconda parte, quando la strega lancia l'intruglio al gatto rumoroso. Il progetto indica che Gramatky lavorò su alcune delle sue scene con King, come fecero Palmer e Eddie Donnelly con Ferguson.
Gli animatori neoassunti, sotto la supervisione di Ben Sharpsteen, lavorarono soprattutto alla seconda metà del film, ma non fu dato loro alcun credito nel progetto di produzione originale. I fogli macchina rivelano gli animatori come Fred Moore, Hamilton Luske, Bill Roberts, Fred Spencer, Ed Love, Louie Schmitt, Joe D'Igalo e Bill Mason. Una delle prime scene animate per la Disney da Art Babbitt, arrivato dallo studio di Paul Terry a New York, si verifica quando la strega cerca di colpire e poi insegue un nano che la schernisce. L'animazione del film terminò tre mesi più tardi, il 20 ottobre.

## Distribuzione

### Edizione italiana
Il film fu distribuito in Italia nel 1933 col titolo Nel paese delle fate e l'anno successivo come La leggenda del bosco, in entrambe le occasioni in lingua originale, venendo doppiato dalla Royfilm per l'inclusione nella VHS Silly Symphonies vol. 2 dell'aprile 1987; furono doppiati solo i dialoghi della strega (senza rispettare le rime), lasciando invece in inglese la canzone. Non essendo stata registrata una colonna internazionale, nelle scene in cui la strega parla la musica fu sostituita.

### Edizioni home video

#### VHS
America del Nord
- Silly Symphonies: Fanciful Fables (1986)

Italia
- Silly Symphonies vol. 2 (aprile 1987)[6]

#### DVD
Il cortometraggio fu distribuito in DVD-Video nel primo disco della raccolta Silly Symphonies, facente parte della collana Walt Disney Treasures e uscita in America del Nord il 4 dicembre 2001 e in Italia il 22 aprile 2004. In America del Nord fu incluso anche nel DVD The Tortoise and the Hare, uscito il 12 maggio 2009 come quarto volume della collana Walt Disney Animation Collection.

#### Blu-ray Disc
La leggenda del bosco è visibile integralmente nel secondo disco della prima edizione Blu-ray Disc di Biancaneve e i sette nani (uscita in America del Nord il 6 ottobre 2009 e in Italia il 3 dicembre), in particolare nel dietro le quinte Gli Hyperion Studios.